# Анубиас Афцелиуса
Ану́биас Афце́лиуса (лат. Anubias afzelii) — тропическое растение, вид рода Анубиас (Anubias) семейства Ароидные, или Аронниковые (Araceae), типовой вид рода.
Вид назван в честь шведского ботаника Адама Афцелиуса (англ. Adam Afzelius, 1750—1837).

## Биологическое описание
Корневище разветвлённое, ползучее, пускающее корни, 1—4 см толщиной.
Стебли короткие, прямые, толстые.

### Листья
Листья плотно покрывают верхушку растения, в числе до 10 и больше. Черешки 20 см длиной, вложенные на половину длины во влагалища, на конце с коленцем 1—1,5 см длиной, составляют половину длины листовой пластинки или почти равны ей, гладкие. У культурных экземпляров черешки такие же по длине, как листовая пластинка, или даже больше её по длине (до 29 см длиной, влагалища до 8 см длиной). Листовая пластинка 13—35 см длиной, 3—13 см шириной, от удлинённо-ланцетовидной до продолговато-эллиптической, с соотношением длины к ширине (2,5—8):1, наиболее широкая посередине, в основании более-менее суженная, равная с обеих сторон, кожистая, в основании от полуусечённой до клиновидной, на вершине с острым или заострённым наконечником, гладкая или иногда снизу опушённая; центральная жилка сверху углублена, снизу выступает; боковые жилки многочисленные, заметные, с 5—8 менее заметными между ними, соединяющиеся около края в 2—3 общие жилки; поперечные жилки тонкие, очень многочисленные.

### Соцветие и цветки
Цветоножка (9)13—32 см длиной, на половину или в полтора раза длиннее черешков. Покрывало 3—7(9) см длиной, продолговатое или ланцетовидное, на вершине остроконечное, свёрнутое, узкотрубчатое, зелёное, раскрытое только на вершине, перед цветением открывающееся на половину длины сверху, но не согнутое, и закрывающееся снова полностью через несколько часов.
Початок 5—8(12) см длиной, на очень короткой ножке или сидячий, в 1,2—1,5 раза длиннее покрывала, верхняя часть выставлена из покрывала. Мужская и женская зоны с плотно расположенными цветками, мужская зона более, чем в два раза длиннее женской части, иногда нижняя часть мужских цветков более-менее стерильна (на длине до 0,5 см). Теки располагаются по сторонам синандрия; тычинок 5—6;завязь сжато-шаровидная, зелёная; столбик очень короткий; рыльце дискообразное, розовое.
Цветёт с апреля по июль.

### Плоды
Семена около 2 мм длиной, 1—1,5 мм шириной, тёмно-коричневые.
Плодоносит с апреля по сентябрь.

## Распространение
Встречается в Африке (Гвинея, Сенегал, Мали, Сьерра-Леоне).
Растёт во влажных, затенённых местах, иногда в воде.

## Культивирование
Разводится в качестве аквариумного растения, растёт как в аквариуме, так и в палюдариуме, но в аквариуме растёт медленно, высота кустов в нём не превышает 50 см. Этот вид широко распространён среди аквариумистов.